# Andrée Vaurabourg
Andrée Vaurabourg (Tolosa de Llenguadoc, 8 de setembre de 1894-París, 18 de juliol de 1980) fou una compositora francesa.
Cursà els primers estudis de música en el Conservatori de la seva ciutat natal, i els de perfeccionament en el de París; estudià piano amb Raúl Pugno i composició amb Charles-Marie Widor. En aquesta última ensenyança assolí amb renyida lluita el primer premi; produí des de llavors moltes obres per a piano i orquestra, així com algunes de música de cambra i melodies per a cant i piano, de factura molt moderna i de depurat bon gust.